# Sphecodes veganus
Sphecodes veganus är en biart som beskrevs av Cockerell 1904. Sphecodes veganus ingår i släktet blodbin, och familjen vägbin. Inga underarter finns listade i Catalogue of Life.